# Acarologia

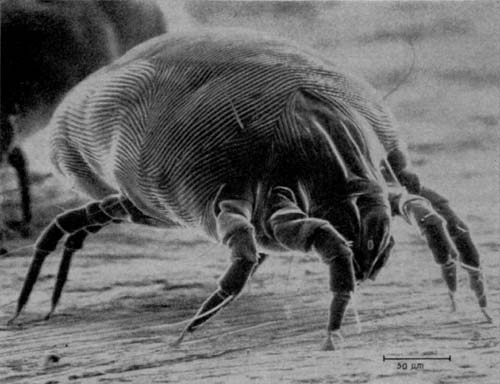
Imagem microscópica de um Ácaro, objeto de estudo da Acarologia

Acarologia (do grego ἀκαρί/ἄκαρι, akari, um tipo de ácaro; e -λογία, logia) é o ramo da zoologia que se dedica ao estudo científico dos ácaros e organismos aparentados. Um zoólogo especializado em acarologia é chamado de acarologista. Muitos acarologistas estão estudando em todo o mundo, tanto profissionalmente quanto de forma amadora. É uma ciência em desenvolvimento e a pesquisa há muito esperada foi fornecida recentemente na história.